# Aït Ouadrim
Ait Ouadrim (franska: Ait Ouadrim (CR), Ait Ouadrim (Commune Rurale), arabiska: أيت مزال) är en kommun i Marocko.   Den ligger i provinsen Chtouka-Aït Baha och regionen Souss-Massa, i den centrala delen av landet, 500 km sydväst om huvudstaden Rabat. Antalet invånare är 7 330.